# Vườn quốc gia rừng hóa đá Jaramillo
Vườn quốc gia Rừng hóa đá Jaramillo  là một rừng hóa đá được bảo vệ nằm ở phía đông bắc tỉnh Santa Cruz ở Patagonia, Argentina. Trước đây nó là một di tích tự nhiên Rừng hóa đá được thành lập vào năm 1954 để bảo vệ sự toàn vẹn của quá trình hóa đá trên hệ sinh thái Patagonia. Tháng 12 năm 2012, nó đã được phân loại như là một vườn quốc gia. Tên của vườn quốc gia này được đặt theo tên của thị trấn Jaramillo ở phía bắc.